# Gruzínské národní muzeum
Gruzínské národní muzeum (gruzínsky: საქართველოს ეროვნული მუზეუმი) je střechová muzeální instituce, pod níž spadají nejvýznamnější gruzínská státní muzea. Byla zřízena 30. prosince 2004. Její součástí je dvacet muzeií a jiných institucí. Patří k nim mj. historické Muzeum Simona Janašii v Tbilisi, Samcche-Džavachetijské muzeum v Achalciche, Muzeum etnografie v Tbilisi, Gruzínské umělecké muzeum v Tbilisi, Muzeum sovětské okupace v Tbilisi, historicko-archeologické muzeum v Dmanisi, archeologické muzeum ve Vani, Tbiliské muzeum historie Joseba Grišašviliho, Svanetské muzeum historie a archeologie v Mestii, Paleobiologický ústav v Tbilisi, Signagiské muzeum nebo Bolnisiské muzeum. Nejstarší z muzeí zahrnutých do Národního muzea — Muzeum Simona Janašii — bylo založeno v roce 1852.